# Bart Jan Cune
Bart Jan Cune (Naarden, 16 november 1981) is een Nederlands nieuwslezer en presentator. Hij kwam voor het eerst in aanraking met radio in 1994 bij Radio Castricum105. Na zijn studie journalistiek aan de Fontys Hogeschool Journalistiek in Tilburg werkte hij voor verschillende omroepen.
Bij Omroep Brabant presenteerde Cune tussen 2004 en 2008 regelmatig de ochtenduitzending op de radio Aan het Ontbijt. Ook was hij vaste invalpresentator van het avondprogramma Een Robbertje Bartol. Daarnaast was hij een van de vaste nieuwslezers van het station.
Vanaf 2008 was Cune een van de vaste nieuwslezers van NOS op 3 op de 3FM. Daarnaast is hij een van de initiators van Kermis FM in Tilburg. Vanaf januari 2014 t/m januari 2016 was Cune tevens de zenderstem van NPO 3.
In oktober 2015 stapte Cune over naar de 538 Groep om daar hoofdredacteur van de nieuwe nieuwsdienst van de commerciële zender te worden. Tevens werd hij de vaste nieuwslezer van de bulletins van 11.00 t/m 15.00 uur op Radio 538.
In januari 2017 is Cune benoemd tot hoofdredacteur nieuws van Talpa Radio en is hij verantwoordelijk voor de nieuwsuitzendingen op Radio 538, Sky Radio, Radio 10 en Veronica. Daarnaast blijft hij actief als nieuwslezer voor Radio 538.

## Prijzen
- 2002 3e prijs, RVU Radioprijs - Documentaire Dès ’n schôôn waoge
- 2006 2e prijs, Ilse Wessel Prijs - Genomineerden: Henry Schut (NOS) & Ghislaine Plag (winnares, NCRV)
- 2007 NL Award, Categorie radio Achtergrond - “Leven met de dood in huis”.